# Dero digitata
Dero digitata är en ringmaskart som först beskrevs av Mueller 1773. Enligt Catalogue of Life ingår Dero digitata i släktet Dero och familjen glattmaskar, men enligt Dyntaxa är tillhörigheten istället släktet Dero och familjen Naididae. Arten är reproducerande i Sverige. Inga underarter finns listade i Catalogue of Life.